# Битюков, Прокопий Семёнович
Прокопий Семенович Битюков (1919—1944) — участник Великой Отечественной войны, командир отделения автоматчиков 241-го гвардейского стрелкового полка 75-й гвардейской стрелковой дивизии 30-го стрелкового корпуса 60-й армии Центрального фронта, гвардии старшина, Герой Советского Союза (1943).

## Биография
Родился в 1919 году в дер. Антипино, Тюменского района. (Тюменская обл., РФ). Работал в колхозе.
В ряды Красной армии призвался в 1940 году из д.Шапкуль (Нижнетавдинский район, Тюменская область). На фронте с 1943. В звании гвардии старшины командовал отделением автоматчиков 241-го гвардейского стрелкового полка 75-й гвардейской стрелковой дивизии.
Участвовал в битве на Курской дуге. 

В боях на Орловско-Курском направлении проявил исключительную храбрость и мужество.
15.7.43 г. в боях за д. Окоп тов. Битюков в рукопашной схватке с противником уничтожил огнём своего автомата 12 немецких солдат и одного офицера и противотанковой гранатой — ручной пулемет.
 В бою был ранен, после лечения в госпитале вернулся в 241 гвардейский стрелковый полк.
Гв. старшина Битюков П. С. особенно отличился при форсировании реки Днепр севернее Киева, в боях при захвате и удержании плацдарма в районе сел Глебовка и Ясногородка (Вышгородский район Киевской области) на правом берегу Днепра осенью 1943 года.
Командир 241 гвардейского стрелкового полка гвардии подполковник Бударин Н. П. в наградном листе написал:

23.9.43 года в числе первых под сильным минометно-пулеметным и артиллерийским огнём противника форсировал Днепр и схода вступил в бой. В бою лично уничтожил 15 солдат и двух офицеров противника, при выбытии из строя командира взвода взял командование на себя, при выбытии командира роты — стал командовать ротой. С обязанностями справился хорошо — отбил 8 контратак противника, в бою был ранен.
За свои подвиги в отражении атак достоин присвоения звания «Героя Советского Союза».
Указом Президиума Верховного Совета СССР от 17 октября 1943 года за успешное форсировании реки Днепр севернее Киева, прочное закрепление плацдарма на западном берегу реки Днепр и проявленные при этом мужество и геройство гвардии старшине Битюкову Прокопию Семеновичу присвоено звание Героя Советского Союза .
После лечения в госпитале Битюков П. С. был направлен в другую часть, о присвоении звания Героя, возможно, не знал. Воевал смело и мужественно, был награждён орденом Славы, медалью.
В бою 7 августа 1944 года был тяжело ранен и 10 августа 1944 года умер от ран в госпитале. Похоронен в г. Ходоров (Львовская обл., Украина) в братской могиле.

## Награды
- Медаль «Золотая Звезда» № ---- Героя Советского Союза (17 октября 1943)
- Орден Ленина
- Орден Славы 3-й степени
- Медаль

## Память
- В учебном центре Сухопутных войск Вооруженных сил Украины «Десна» установлен бюст Героя.
- Имя Героя присвоено школе в г. Тюмень, РФ.